# Schizooura
Schizooura es un género extinto de ornituromorfo basal que vivió en el período Cretácico inferior (Aptiense) en lo que ahora es Asia.
El espécimen holotipo y único conocido, IVPP V 16861, se encontró en la Formación Jiufotang en el Liaoning occidental, China; se trata de un esqueleto articulado casi completo con impresiones de las plumas
Un análisis filogenético inicial lo sitúa como más primitivo que Hongshanornis.